# Ambasciatore d'Italia negli Stati Uniti d'America

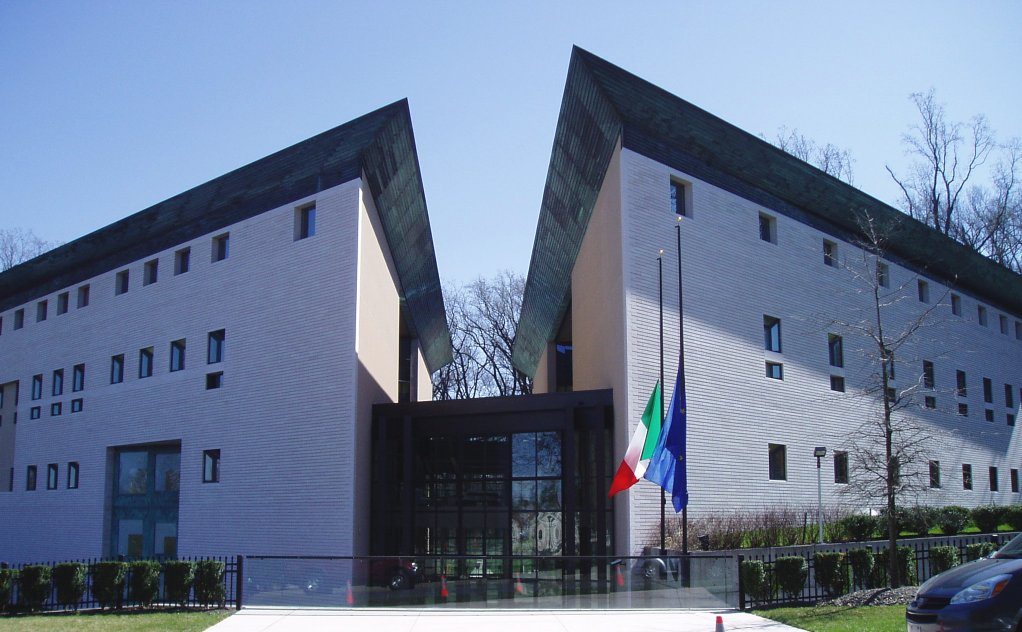
La facciata dell'ambasciata d'Italia negli Stati Uniti d'America, a Washington.

L'ambasciatore d'Italia negli Stati Uniti d'America (in inglese Ambassador of Italy to the United States of America) è il capo della missione diplomatica della Repubblica Italiana negli Stati Uniti d'America.

## Storia
Le relazioni diplomatiche tra Italia e Stati Uniti cominciarono già all'epoca degli Stati pre-unitari. Il più antico documento ad oggi pervenuto è la lettera credenziale che il ministro ad interim del Regno delle Due Sicilie, Francesco Luigi Di Medici, inviò al segretario di Stato Henry H. Clay il 19 luglio 1826 per accreditare il conte Federico Lucchesi Palli di Campofranco in qualità di inviato straordinario del re, con l'incarico di stabilire una rete di uffici consolari. Egli assunse la carica nel 1826, stabilendosi a New York, come inviato del re delle Due Sicilie e rappresentante dello Stato Pontificio presso il Governo degli Stati Uniti.
Seguì poi il Regno di Sardegna, che nel 1832 inviò il conte di Colombiano come console dei Savoia prima a Baltimora e poi a New York.
Con l'unità d'Italia del 1861, Giuseppe Bertinatti, già ministro plenipotenziario del Regno di Sardegna, presentò le credenziali di ministro plenipotenziario del re d'Italia l'11 aprile del 1861, il giorno prima dell'inizio della guerra di secessione americana.
Il primo capo missione col grado di ambasciatore fu Francesco Saverio Fava, che acquisì il rango nel 1893 dopo un lungo periodo nella capitale statunitense col grado di Ministro Plenipotenziario.
Dal  1º luglio 2021 l'ambasciatore d'Italia negli Stati Uniti d'America è Mariangela Zappia.
Gli uffici della missione italiana sono sempre stati a Washington, cambiando tuttavia parecchie sedi. L'ultima sede, situata al 3000 di Whitehaven Street, è stata occupata a partire dal 2000, al termine dei lavori di costruzione iniziati il 25 marzo 1996.

## Lista degli ambasciatori
Quella che segue è una lista degli capi missione italiani negli Stati Uniti d'America.
| Periodo                             | Titolo                                                | Capo missione                    | Sede       | Nominato dal governo   | Accreditato da            | Note                                                                 |
| ----------------------------------- | ----------------------------------------------------- | -------------------------------- | ---------- | ---------------------- | ------------------------- | -------------------------------------------------------------------- |
| 11 aprile 1861 - 1869               | Min. Plenip.                                          | Giuseppe Bertinatti              | Washington | Governo Cavour IV      | Abraham Lincoln           |                                                                      |
| 30 agosto 1867 - 1869               | Min. Plenip.                                          | Marcello Cerruti                 | Washington | Governo Rattazzi II    | Andrew Johnson            |                                                                      |
| 13 febbraio 1870 - 1875             | Min. Plenip.                                          | Luigi Corti                      | Washington | Governo Lanza          | Ulysses Simpson Grant     |                                                                      |
| 12 novembre 1875 - 1880             | Inv. Str. e Min. Plenip. di II classe                 | Alberto Blanc                    | Washington | Governo Minghetti II   | Ulysses Simpson Grant     |                                                                      |
| 28 ottobre 1881 - 30 maggio 1901    | Min. Plenip. fino al 14 giugno 1893, poi Ambasciatore | Francesco Saverio Fava           | Washington | Governo Giolitti I     | Grover Cleveland          | Richiamato per 1 anno nel 1891 a causa del linciaggio di New Orleans |
| 19 novembre 1901 - 23 febbraio 1910 | Ambasciatore                                          | Edmondo Mayor des Planches       | Washington | Governo Zanardelli     | Theodore Roosevelt        |                                                                      |
| 1º novembre 1910 - 29 maggio 1914   | Ambasciatore                                          | Luigi Cusani Confalonieri        | Washington | Governo Luzzatti       | William Howard Taft       |                                                                      |
| 12 ottobre 1914 - 20 ottobre 1919   | Ambasciatore                                          | Vincenzo Macchi di Cellere       | Washington | Governo Salandra I     | Thomas Woodrow Wilson     |                                                                      |
| 25 novembre 1919 - 20 ottobre 1920  | Ambasciatore                                          | Camillo Romano Avezzana          | Washington | Governo Nitti I        | Thomas Woodrow Wilson     |                                                                      |
| 25 febbraio 1921 - 10 novembre 1922 | Ambasciatore                                          | Vittorio Rolandi Ricci           | Washington | Governo Giolitti V     | Thomas Woodrow Wilson     |                                                                      |
| 22 dicembre 1922 - 7 febbraio 1925  | Ambasciatore                                          | Gelasio Caetani di Sermoneta     | Washington | Governo Mussolini      | Warren Gamaliel Harding   |                                                                      |
| 28 febbraio 1925 - 12 novembre 1932 | Ambasciatore                                          | Giacomo De Martino               | Washington | Governo Mussolini      | Calvin Coolidge           |                                                                      |
| 12 gennaio 1933 - 22 agosto 1936    | Ambasciatore                                          | Augusto Rosso                    | Washington | Governo Mussolini      | Herbert Hoover            |                                                                      |
| 8 ottobre 1936 - 12 novembre 1938   | Ambasciatore                                          | Fulvio Suvich                    | Washington | Governo Mussolini      | Franklin Delano Roosevelt |                                                                      |
| 18 marzo 1939 - dicembre 1941       | Ambasciatore                                          | Ascanio Colonna                  | Washington | Governo Mussolini      | Franklin Delano Roosevelt |                                                                      |
| dicembre 1941 - 7 marzo 1945        | vacante                                               | vacante                          | vacante    | vacante                | vacante                   | vacante                                                              |
| 8 marzo 1945 - 10 gennaio 1955      | Ambasciatore                                          | Alberto Tarchiani                | Washington | Governo Bonomi III     | Franklin Delano Roosevelt |                                                                      |
| 31 gennaio 1955 - 13 maggio 1961    | Ambasciatore                                          | Manlio Brosio                    | Washington | Governo Scelba         | Dwight D. Eisenhower      |                                                                      |
| 15 maggio 1961 - 20 maggio 1967     | Ambasciatore                                          | Sergio Fenoaltea                 | Washington | Governo Fanfani III    | John Fitzgerald Kennedy   |                                                                      |
| 11 giugno 1967 - 8 luglio 1975      | Ambasciatore                                          | Egidio Ortona                    | Washington | Governo Moro III       | Lyndon B. Johnson         |                                                                      |
| 12 luglio 1975 - 15 marzo 1978      | Ambasciatore                                          | Roberto Gaja                     | Washington | Governo Moro IV        | Gerald Ford               |                                                                      |
| 18 marzo 1978 - 14 giugno 1981      | Ambasciatore                                          | Paolo Pansa Cedronio             | Washington | Governo Andreotti IV   | Jimmy Carter              |                                                                      |
| 15 giugno 1981 - 15 agosto 1991     | Ambasciatore                                          | Rinaldo Petrignani               | Washington | Governo Forlani        | Ronald Reagan             |                                                                      |
| 31 agosto 1991 - 31 ottobre 1995    | Ambasciatore                                          | Boris Biancheri                  | Washington | Governo Andreotti VII  | George H. W. Bush         |                                                                      |
| 9 novembre 1995 - 25 febbraio 2003  | Ambasciatore                                          | Ferdinando Salleo                | Washington | Governo Dini           | Bill Clinton              |                                                                      |
| 24 marzo 2003 - 30 settembre 2005   | Ambasciatore                                          | Sergio Vento                     | Washington | Governo Berlusconi II  | George W. Bush            |                                                                      |
| 1º ottobre 2005 - 30 settembre 2009 | Ambasciatore                                          | Giovanni Castellaneta            | Washington | Governo Berlusconi III | George W. Bush            |                                                                      |
| 1º ottobre 2009 - 16 novembre 2011  | Ambasciatore                                          | Giulio Maria Terzi di Sant'Agata | Washington | Governo Berlusconi IV  | Barack Obama              |                                                                      |
| 6 febbraio 2012 2016                | Ambasciatore                                          | Claudio Bisogniero               | Washington | Governo Monti          | Barack Obama              |                                                                      |
| 2 marzo 2016 11 marzo 2021          | Ambasciatore                                          | Armando Varricchio               | Washington | Governo Renzi          | Barack Obama              |                                                                      |
| 11 marzo 2021 - in carica           | Ambasciatore                                          | Mariangela Zappia                | Washington | Governo Draghi         | Joe Biden                 |                                                                      |

## Altre sedi diplomatiche d'Italia negli Stati Uniti
Oltre l'ambasciata a Washington, esiste un'estesa rete consolare della repubblica italiana nel territorio statunitense:
| Tipologia                   | Sede                             | Note |
| --------------------------- | -------------------------------- | --- |
| Consolato Generale d'Italia | Boston                           | Consolato di Boston (archiviato dall'url originale il 13 dicembre 2007).                                                                                 |
| Vice Consolato Onorario     | Providence                       | dipendente dal Consolato Gen. a Boston |
| Agenzia Consolare           | Worcester                        | dipendente dal Consolato Gen. a Boston |
| Consolato Generale d'Italia | Chicago                          | Consolato di Chicago (archiviato dall'url originale il 7 luglio 2013).                                                                                   |
| Vice Consolato Onorario     | Kansas City                      | dipendente dal Consolato Gen. a Chicago |
| Vice Consolato Onorario     | Saint Louis                      | dipendente dal Consolato Gen. a Chicago |
| Corrispondente Consolare    | Milwaukee                        | dipendente dal Consolato Gen. a Chicago |
| Corrispondente Consolare    | Minneapolis                      | dipendente dal Consolato Gen. a Chicago |
| Consolato Generale d'Italia | Detroit                          | Consolato di Detroit (archiviato dall'url originale il 10 aprile 2009).                                                                                  |
| Consolato Onorario          | Cleveland                        | dipendente dal Consolato Gen. a Detroit |
| Vice Consolato Onorario     | Indianapolis                     | dipendente dal Consolato Gen. a Detroit |
| Corrispondente Consolare    | Indianapolis                     | dipendente dal Consolato Gen. a Detroit |
| Corrispondente Consolare    | Grand Rapids                     | dipendente dal Consolato Gen. a Detroit |
| Corrispondente Consolare    | Livonia (Michigan)               | dipendente dal Consolato Gen. a Detroit |
| Corrispondente Consolare    | Parma (Ohio)                     | dipendente dal Consolato Gen. a Detroit |
| Corrispondente Consolare    | Canton (Ohio)                    | dipendente dal Consolato Gen. a Detroit |
| Corrispondente Consolare    | Youngstown                       | dipendente dal Consolato Gen. a Detroit |
| Corrispondente Consolare    | Cincinnati                       | dipendente dal Consolato Gen. a Detroit |
| Corrispondente Consolare    | Knoxville                        | dipendente dal Consolato Gen. a Detroit |
| Corrispondente Consolare    | Nashville                        | dipendente dal Consolato Gen. a Detroit |
| Corrispondente Consolare    | Memphis                          | dipendente dal Consolato Gen. a Detroit |
| Corrispondente Consolare    | Dyer                             | dipendente dal Consolato Gen. a Detroit |
| Consolato Generale d'Italia | Filadelfia                       | Consolato di Filadelfia (archiviato dall'url originale il 16 gennaio 2014).                                                                              |
| Consolato Generale Onorario | Baltimora                        | dipendente dal Consolato Gen. a Filadelfia Consolato di Baltimora. URL consultato il 27 novembre 2019 (archiviato dall'url originale il 22 luglio 2013). |
| Consolato Onorario          | Charlotte                        | dipendente dal Consolato Gen. a Filadelfia |
| Consolato Onorario          | Norfolk                          | dipendente dal Consolato Gen. a Filadelfia |
| Consolato Onorario          | Pittsburgh                       | dipendente dal Consolato Gen. a Filadelfia |
| Corrispondente Consolare    | Ambler                           | dipendente dal Consolato Gen. a Filadelfia |
| Corrispondente Consolare    | Elmhurst                         | dipendente dal Consolato Gen. a Filadelfia |
| Corrispondente Consolare    | Toms River                       | dipendente dal Consolato Gen. a Filadelfia |
| Corrispondente Consolare    | Wilmington                       | dipendente dal Consolato Gen. a Filadelfia |
| Corrispondente Consolare    | Red Hill                         | dipendente dal Consolato Gen. a Filadelfia |
| Corrispondente Consolare    | Atlantic City                    | dipendente dal Consolato Gen. a Filadelfia |
| Consolato Generale d'Italia | Houston                          | Consolato di Houston (archiviato dall'url originale il 5 luglio 2013).                                                                                   |
| Consolato Onorario          | New Orleans                      | dipendente dal Consolato Gen. a Houston |
| Corrispondente Consolare    | San Antonio                      | dipendente dal Consolato Gen. a Houston |
| Corrispondente Consolare    | Baton Rouge                      | dipendente dal Consolato Gen. a Houston |
| Consolato Generale d'Italia | Los Angeles                      | Consolato di Los Angeles (archiviato dall'url originale il 7 luglio 2013).                                                                               |
| Consolato Onorario          | Phoenix                          | dipendente dal Consolato Gen. a Los Angeles |
| Vice Consolato Onorario     | San Diego                        | dipendente dal Consolato Gen. a Los Angeles |
| Corrispondente Consolare    | Las Vegas                        | dipendente dal Consolato Gen. a Los Angeles |
| Corrispondente Consolare    | Reno                             | dipendente dal Consolato Gen. a Los Angeles |
| Corrispondente Consolare    | Albuquerque                      | dipendente dal Consolato Gen. a Los Angeles |
| Consolato Generale d'Italia | Miami                            | Consolato di Miami (archiviato dall'url originale il 29 luglio 2016).                                                                                    |
| Consolato Generale Onorario | Atlanta                          | dipendente dal Consolato Gen. a Miami |
| Consolato Generale Onorario | Freeport ( Bahamas)              | dipendente dal Consolato Gen. a Miami |
| Consolato Onorario          | San Juan ( Porto Rico)           | dipendente dal Consolato Gen. a Miami |
| Consolato Onorario          | Orlando                          | dipendente dal Consolato Gen. a Miami |
| Consolato Onorario          | Hattiesburg                      | dipendente dal Consolato Gen. a Miami |
| Agenzia Consolare Onoraria  | Charleston                       | dipendente dal Consolato Gen. a Miami |
| Corrispondente Consolare    | Greenville                       | dipendente dal Consolato Gen. a Miami |
| Corrispondente Consolare    | Sarasota                         | dipendente dal Consolato Gen. a Miami |
| Corrispondente Consolare    | Tampa                            | dipendente dal Consolato Gen. a Miami |
| Corrispondente Consolare    | Tallahassee                      | dipendente dal Consolato Gen. a Miami |
| Corrispondente Consolare    | Vero Beach                       | dipendente dal Consolato Gen. a Miami |
| Corrispondente Consolare    | Pensacola                        | dipendente dal Consolato Gen. a Miami |
| Corrispondente Consolare    | Naples                           | dipendente dal Consolato Gen. a Miami |
| Corrispondente Consolare    | Road Town ( Isole Vergini br.)   | dipendente dal Consolato Gen. a Miami |
| Corrispondente Consolare    | Providenciales ( Turks e Caicos) | dipendente dal Consolato Gen. a Miami |
| Corrispondente Consolare    | George Town ( Isole Cayman)      | dipendente dal Consolato Gen. a Miami |
| Consolato d'Italia          | Newark                           | |
| Corrispondente Consolare    | Trenton                          | dipendente dal Consolato a Newark |
| Corrispondente Consolare    | Jersey City                      | dipendente dal Consolato a Newark |
| Consolato Generale d'Italia | New York                         | Consolato di New York (archiviato dall'url originale il 2 luglio 2011).                                                                                  |
| Consolato Onorario          | Hamilton ( Bermuda)              | dipendente dal Consolato Gen. a New York |
| Consolato Onorario          | Mineola                          | dipendente dal Consolato Gen. a New York |
| Vice Consolato Onorario     | Buffalo                          | dipendente dal Consolato Gen. a New York |
| Vice Consolato Onorario     | Rochester                        | dipendente dal Consolato Gen. a New York |
| Vice Consolato Onorario     | Yonkers                          | dipendente dal Consolato Gen. a New York |
| Vice Consolato Onorario     | Hartford                         | dipendente dal Consolato Gen. a New York |
| Consolato Generale d'Italia | San Francisco                    | Consolato di San Francisco (archiviato dall'url originale il 25 marzo 2015).                                                                             |
| Vice Consolato Onorario     | Fresno                           | dipendente dal Consolato Gen. a San Francisco |
| Consolato Onorario          | Honolulu                         | dipendente dal Consolato Gen. a San Francisco |
| Consolato Onorario          | Portland                         | dipendente dal Consolato Gen. a San Francisco |
| Vice Consolato Onorario     | San Jose                         | dipendente dal Consolato Gen. a San Francisco |
| Consolato Onorario          | Salt Lake City                   | dipendente dal Consolato Gen. a San Francisco |
| Consolato Onorario          | Seattle                          | dipendente dal Consolato Gen. a San Francisco |
| Vice Consolato Onorario     | Anchorage                        | dipendente dal Consolato Gen. a San Francisco |
| Corrispondente Consolare    | Sacramento                       | dipendente dal Consolato Gen. a San Francisco |
| Corrispondente Consolare    | Modesto                          | dipendente dal Consolato Gen. a San Francisco |
| Corrispondente Consolare    | Boise                            | dipendente dal Consolato Gen. a San Francisco |
| Corrispondente Consolare    | Barrigada ( Guam)                | dipendente dal Consolato Gen. a San Francisco |